# Losange

Ejemplo de losange

Un losange (◊) (del francés losange) es una variante del rombo, también llamado diamante. No existe una definición estricta de losange y a veces se utiliza simplemente como sinónimo de rombo. Por lo general, losange hace referencia a un rombo esbelto, un rombo con ángulos de 45°.
La forma losange suele emplearse en el  parqué  y como decoración en cerámicas, platería y textiles. También se usa en heráldica y en algunas barajas.[cita requerida]

## Simbolismo

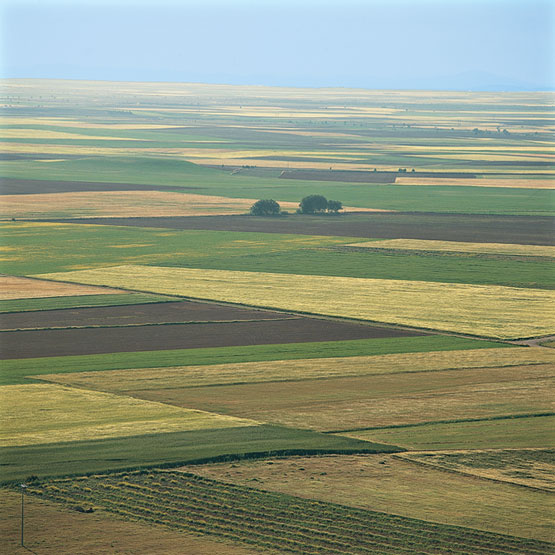
Campos sembrados en un sistema de campo abierto.

El origen del significado del losange se remonta a las épocas neolíticas y paleolíticas de Europa Oriental y representaría un campo sembrado y la fertilidad femenina. La forma del losange aparece a menudo en las bóvedas de diamantes, en los patrones de la ropa tradicional de los pueblos eslavos y en el bordado tradicional ucraniano. También son comunes en  el arte celta, en el arte otomano y en la antigua frigia.
El losange también se usa en alfombras bérberes y joyas cabileñas del Aurés como símbolo de la fertilidad femenina
En 1658, el filósofo inglés Thomas Browne publicó The Garden of Cyrus, con el subtítulo de The Quincuncial Lozenge, or Network Plantations of the Ancients, naturally, artificially, mystically [El Losange Quincunce, o la Red de Cultivos de los Precursores; considerado naturalmente, artificialmente y místicamente], donde perfiló la conexión mística del arte, naturaleza y el universo mediante los patrones quincunces. Browne sugirió que antiguamente los cultivos se creaban en forma de losange.
Los losanges aparecen también en sistemas elementales clásicos, en amuletos y en el simbolismo religioso. En un palo de naipes el diamante tiene la forma de un losange.

## En el cristianismo

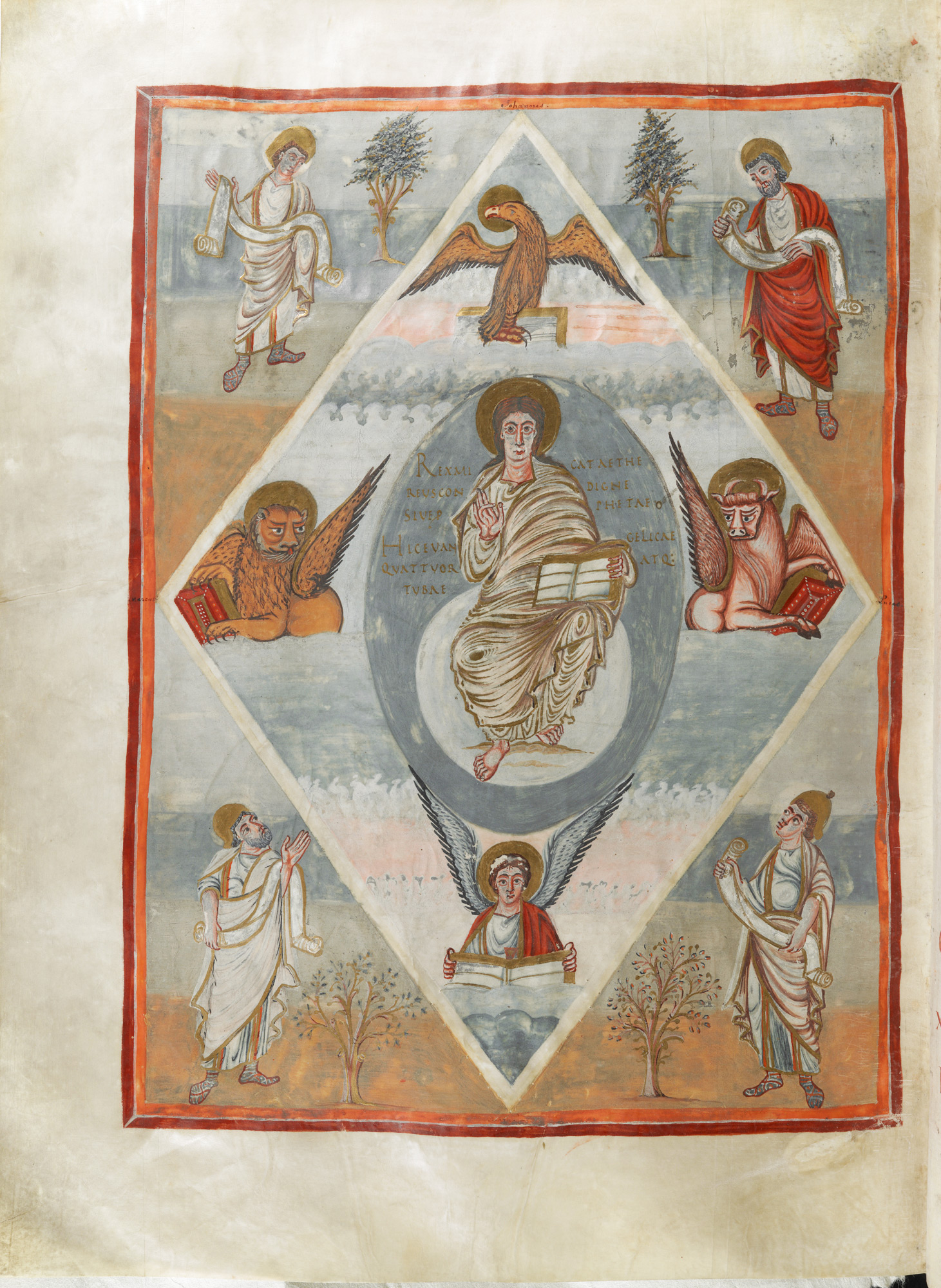
Iluminación de Jesucristo en Majestad, rodeado de los evangelistas y sus símbolos, inscritos dentro de un losange, en la Biblia de Moutier-Grandval, Tours, c. 830 – 840. Actualmente en la British Library.

Un losange, en el cristianismo, está considerado, entre otros, como uno de los símbolos de Cristo junto con el monograma Χ (ji) - Ρ (rho), determinados simbolismos numéricos y por encima de todos, la cruz. Era utilizado indistintamente con la cruz en el arte bizantino temprano.
Aunque su significado exacto no está claro, sus cuatro esquinas enfatizan un vínculo y pueden ser una alusión al concepto clásico del tetragonus mundus (mundo de cuatro cuadrados) y sus cuatro elementos tierra, fuego, agua y aire, sus cuatro estaciones, etc. o el universo (creado en el cuarto día según la Biblia, Génesis 1:14-19).
En el arte irlandés temprano de los manuscritos iluminados, el predominio de la forma de losange en el Evangelio de San Juan ha llevado a su interpretación como símbolo de Jesucristo como Logos o Verbo  que tiene su origen en el prólogo de este Evangelio, Juan 1:1.

## Codificaciones
El carácter está en la página de códigos 437 (con el código de carácter 4) y en Mac OS Roman como el carácter 215(0xd7). El comando TeX para insertar un losange es \lozenge.
En las tarjetas perforadas del IBM 026 tarjeta pegada el código para escribir la variante U+2311 ⌑ SQUARE LOZENGE del losange es 12-8-4.
En Unicode, el losange está codificado bajo múltiples variantes:
- U+22C4 ⋄ DIAMOND OPERATOR
- U+2311 ⌑ SQUARE LOZENGE
- U+25CA ◊ LOZENGE
- (U+2662 ♢ WHITE DIAMOND SUIT
- U+2666 ♦ BLACK DIAMOND SUIT
- U+29EB ⧫ BLACK LOZENGE
- U+2B27 ⬧ BLACK MEDIUM LOZENGE
- U+2B28 ⬨ WHITE MEDIUM LOZENGE
- U+2B2A ⬪ BLACK SMALL LOZENGE
- U+2B2B ⬫ WHITE SMALL LOZENGE
- U+25C6 ◆ BLACK DIAMOND
- U+25C7 ◇ WHITE DIAMOND
- U+2726 ✦ BLACK FOUR POINTED STAR
- U+2727 ✧ WHITE FOUR POINTED STAR
- U+20DF ⃟ COMBINING ENCLOSING DIAMOND

## Aplicaciones

### Lógica modal
En lógica modal, el losange expresa posibilidad. Por ejemplo, la expresión {\displaystyle \lozenge P} expresa la posibilidad de que {\displaystyle P} sea verdadero.

### Matemática
En teoría de conjuntos axiomáticos, el losange refiere a los principios llamados principios diamantes.

### Calculadora

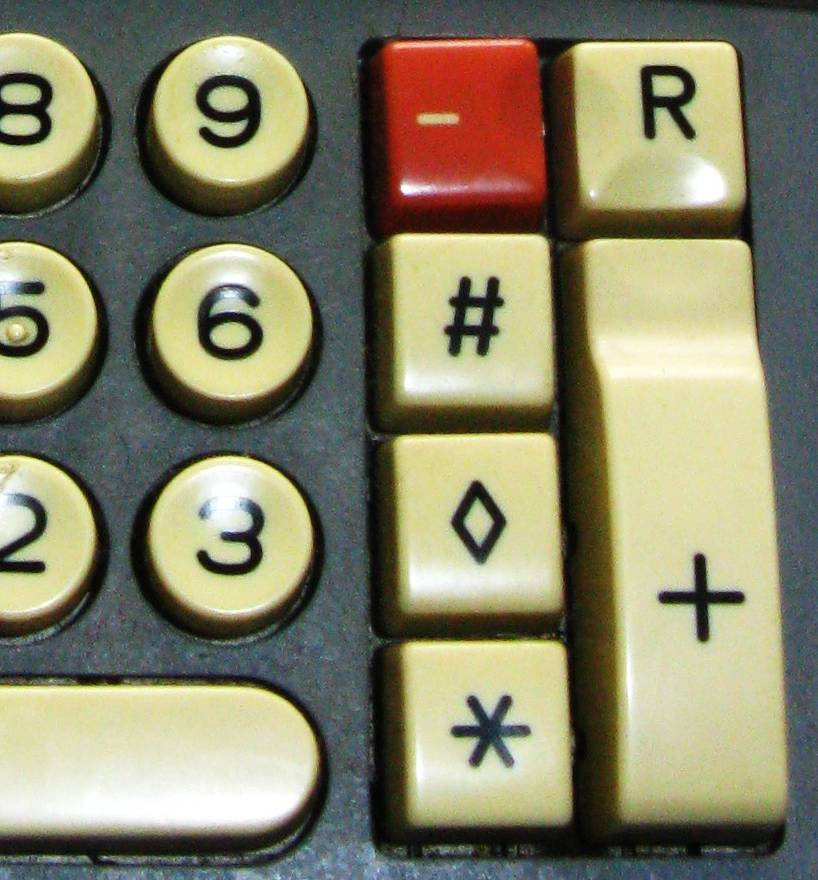
Tecla del losange (subtotal) en un teclado de una calculadora Walther Multa 32 de 1970

En algunas máquinas, especialmente calculadoras, el losange suele marcar la tecla del subtotal. Está descrita en la norma ISO 7000 como el símbolo ISO-7000-0650 ("Subtotal"). De la misma forma, el (cuadrado) losange (⌑), parte del código BCDIC, era a menudo utilizado en los márgenes de los cálculos para indicar el total final.

### Camuflaje

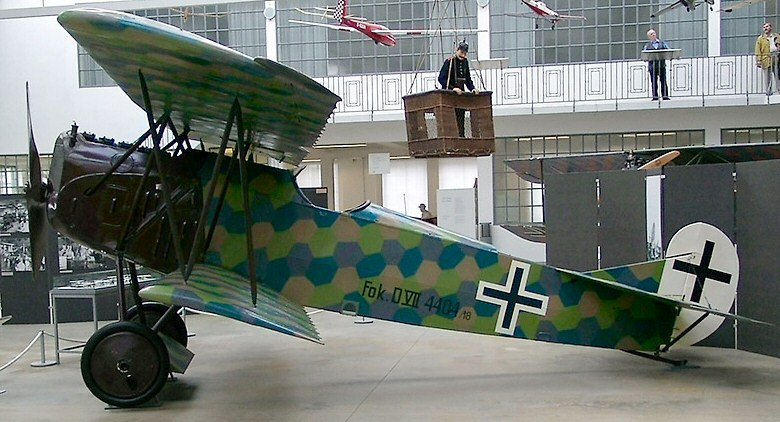
Un Fokker D.VII con un patrón de camuflaje losange Lozenge-Tarnung de cuatro colores

Durante la Primera Guerra Mundial, los alemanes desarrollaron un patrón de camuflaje compuesto de losanges, llamado Lozenge-Tarnung (Camuflaje-Losange). Este camuflaje estaba compuesto de  polígonos de cuatro o cinco colores. En los patrones solían usarse polígonos irregulares de cuatro, cinco y seis lados, pero algunos contenían rombos o hexágonos. Dado el tiempo que se gastaba en pintar los patrones y el peso que le añadían al avión en su lugar se usaban telas impresas cubriendo el fuselaje. Este tejido impreso fue usado desde 1916 hasta el fin de la guerra, de varias formas y colores.

### Heráldica
El losange en heráldica es una figura en forma de diamante, normalmente más estrecho en su diagonal horizontal. Puede aparecer como dos losanges inscritos con un círculo inscrito dentro del losange o como patrón de un campo.
Las armas de las damas usualmente se muestran durante su soltería o viudez en un losange, no en un escudo. Una dama divorciada y que no se ha vuelto a casar también usa un losange.

### Pastillas de la tos
En inglés se les denomina lozenge (losange) a las pastillas de la tos por su forma original. Según el Diccionario inglés Oxford su primer uso se encuentra en 1530.
En Finlandia, el losange está asociado con el salmiak, a través de Apteekin Salmiakki. Así, el losange es generalmente llamado salmiakkikuvio (forma de amonio). El nombre es a menudo utilizado incluso si el caramelo no tiene forma de losange.

### Fuerzas armadas

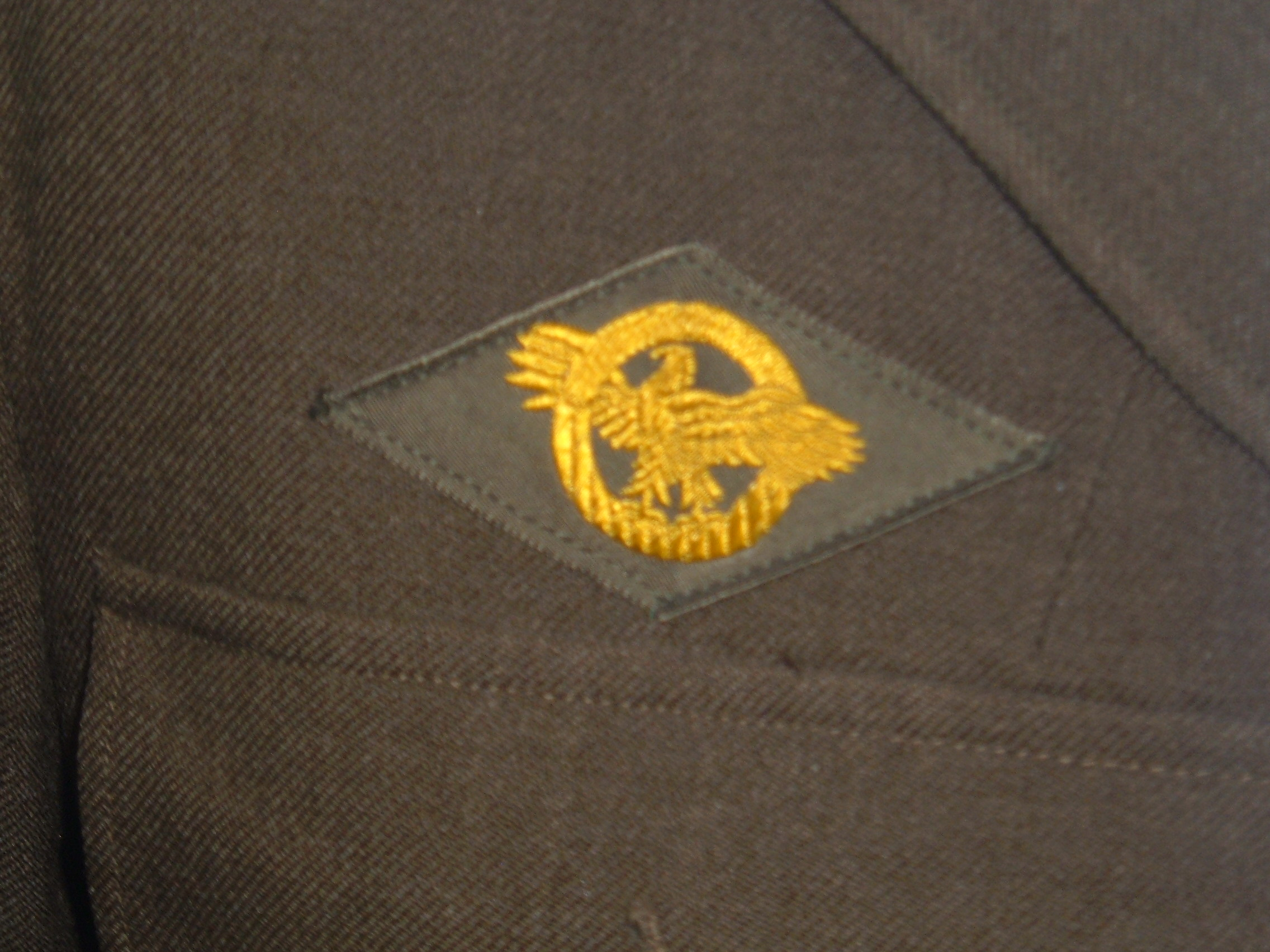
Emblema "Pato roto" de Licencia con Honores en forma de losange

Para implementar la norma 10 U.S.C 773, el Secretario de la Armada ha diseñado una distinción para las organizaciones militares compuestas en su totalidad por oficiales licenciados con honores y personal alistado, o para los instructores y miembros de los cuerpos de cadetes. La marca distintiva estará colocada en el exterior de la manga derecha, en la manga del hombro derecho.
El losange se usa en el Ejército de los Estados Unidos, el Cuerpo de Marines de los Estados Unidos y la Fuerza Aérea de los Estados Unidos en la insignia de los sargentos primeros. También se utiliza en los programas de cadete de los cuerpos de entrenamiento de oficiales de reserva del ejército y los marines y en la Patrulla Aérea Civil como insignia de rango de los cadetes con titulación equivalente entre O-4 y O-6.
En los rangos militares finlandeses, el losange se usa en la insignia de estudiantes a oficial (un losange) y candidatos a oficial (dos losanges).

### Transporte

Señal de carril de bicicletas estadounidense

El losange se usa en los caminos públicos en los Estados Unidos y en Canadá para marcar un camino concreto para un uso particular. El camino normalmente tendrá pintados losanges a intervalos regulares y encima se instalará señalización para indicar las restricciones. Esto se suele usar para marcar caminos para autobuses de gran capacidad, acompañado de carteles donde se describen los requisitos del vehículo para su uso. Antes del 17 de enero de 2006, los losanges también marcaban caminos exclusivos para ciclos, a menudo conjuntamente con un icono de bicicleta. En Japón y Corea del Sur, un losange que está marcado en la pintura blanca en la carretera indica un cruce pedestre sin control.
En el Reino Unido, los losanges se colocan encima de las señales de tranvía. Los límites de velocidad se muestran como losanges negros en un fondo blanco, conteniendo el límite de velocidad en kilómetros por hora.
Un losange vacío es también utilizado en la señalización de canales para identificar un peligro. Una cruz dividiendo en cuatro un losange marca una área restringida.

### Banderas
Varias banderas tienen losanges, incluyendo la bandera brasileña,
que contiene un losange amarillo en el centro. Una bandera oficial de Baviera es hecho enteramente de losanges azules y blancos. De igual forma parte de la bandera de Maryland

## Imágenes

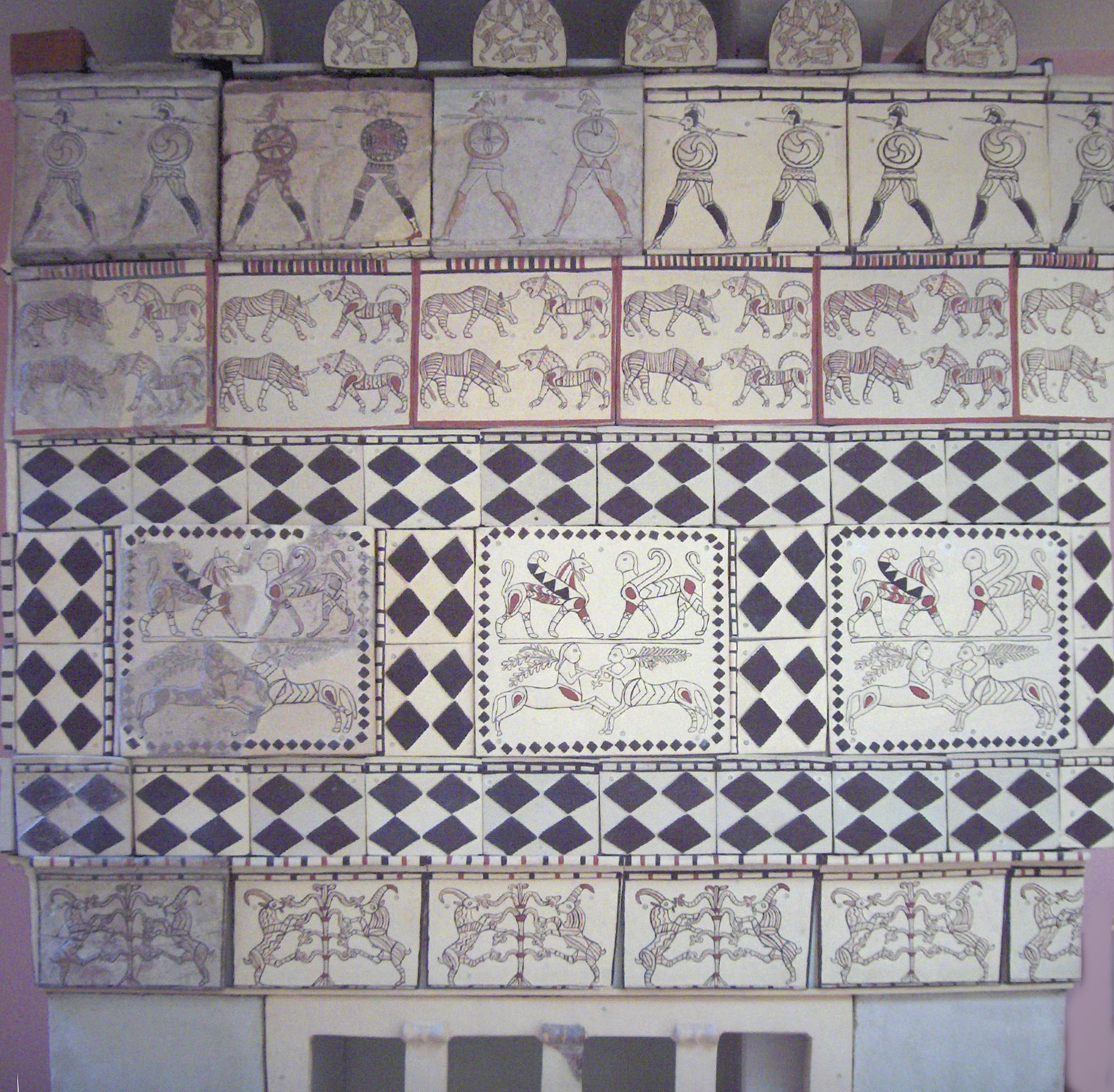
Arte frigio, siglo VII a.C.
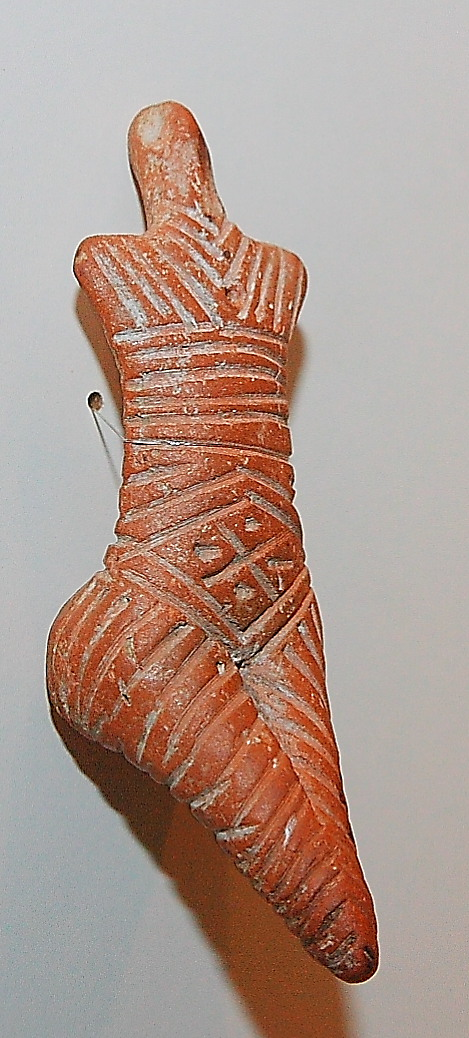
Figurilla cucutenia con patrón de campo sembrado
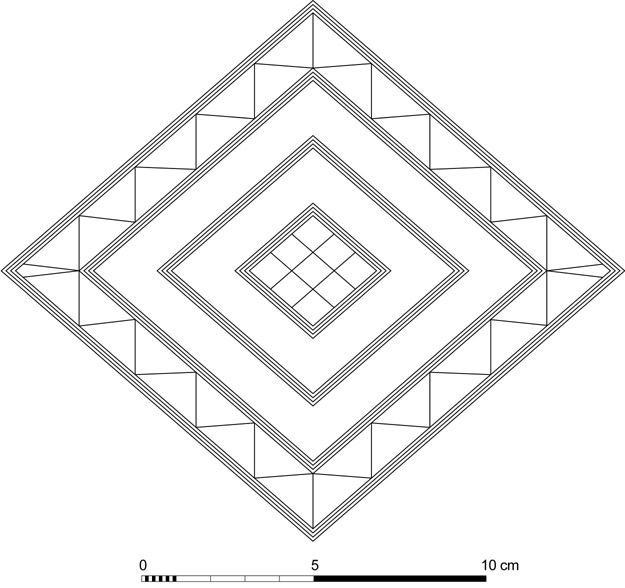
Losange de Bush Barrow, Edad de Bronce británica
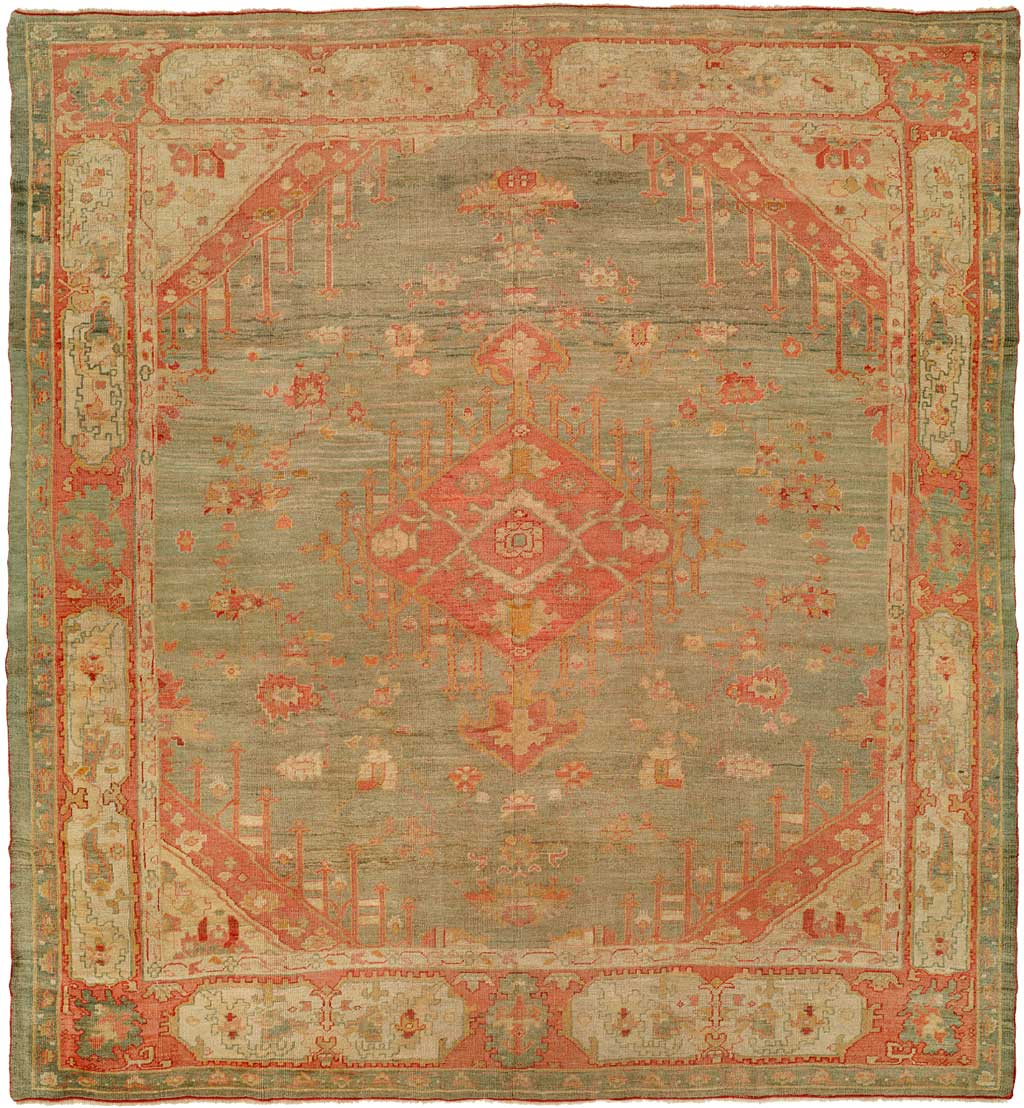
Alfombra Ushak, Imperio Otomano
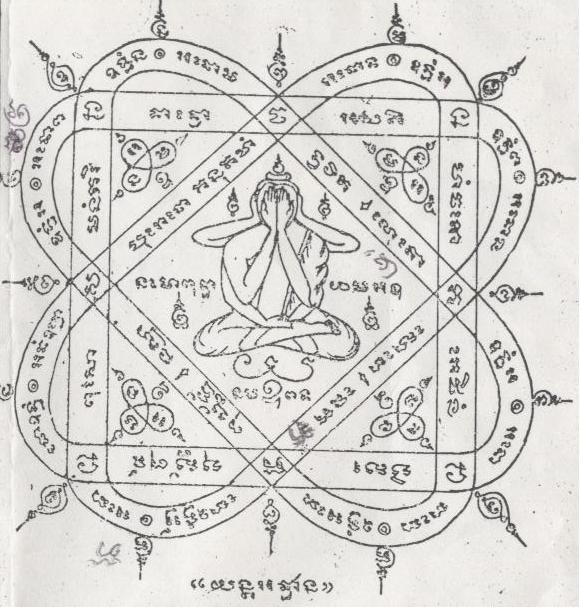
Khatha, amuleto sagrado Yantra de Tailandia
Estrella de Lakshmi hindú
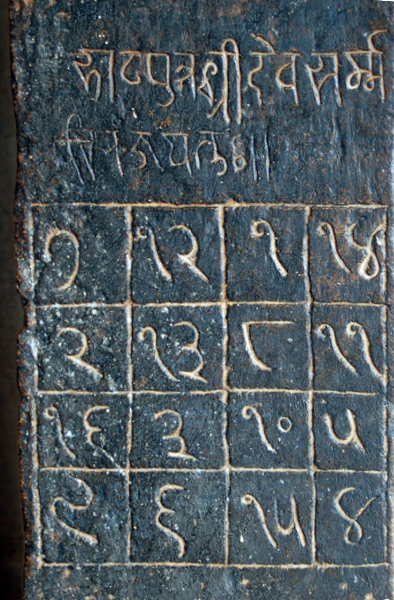
Las plazas mágicas se usaban como amuletos
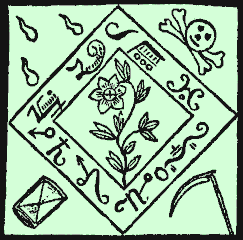
Diseño de talismán en un grimorio francés del siglo XVIII
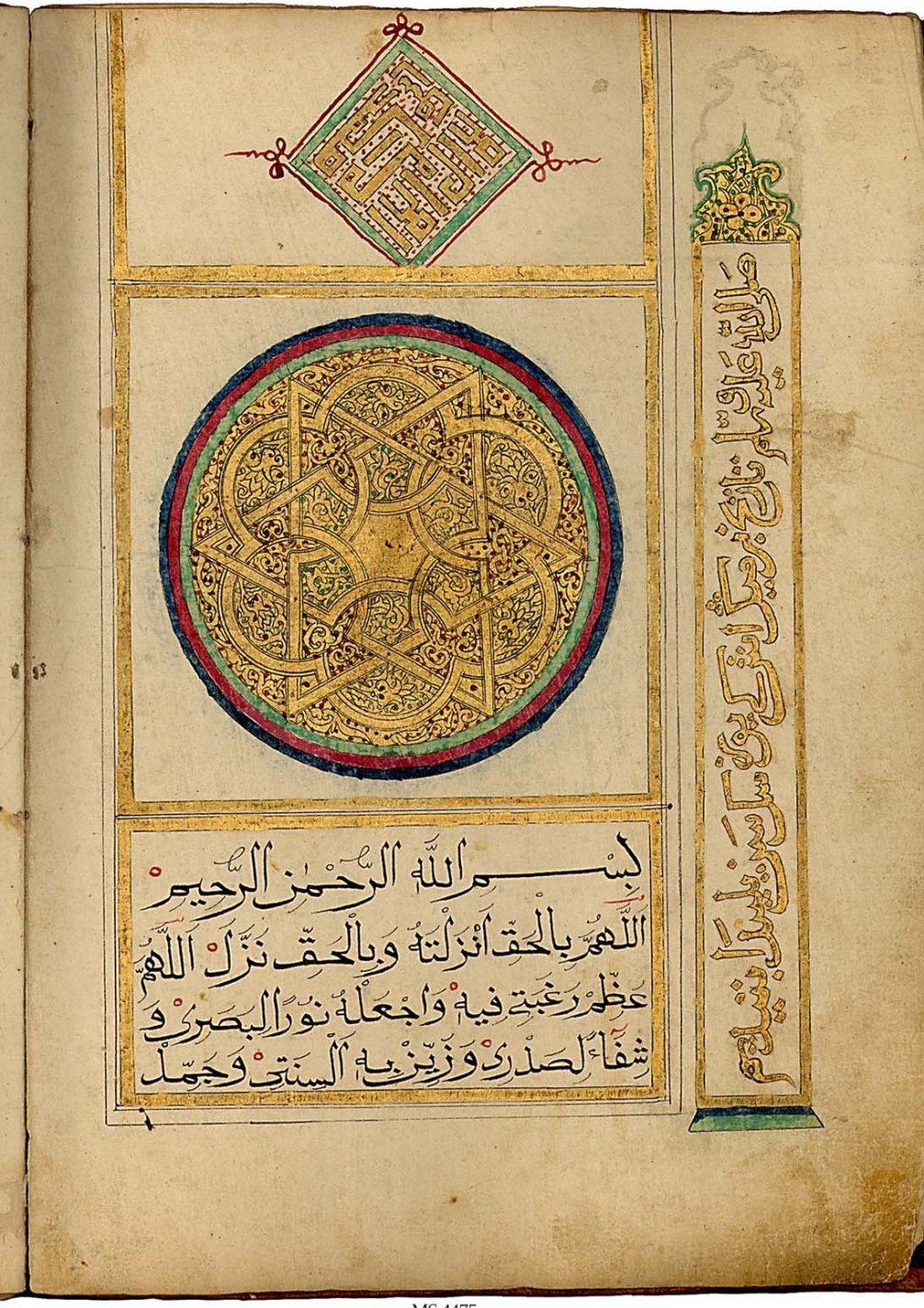
Manuscrito chino en árabe, siglo XVI
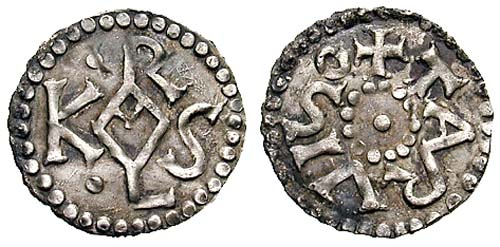
Denario carolingio de entre 771-793
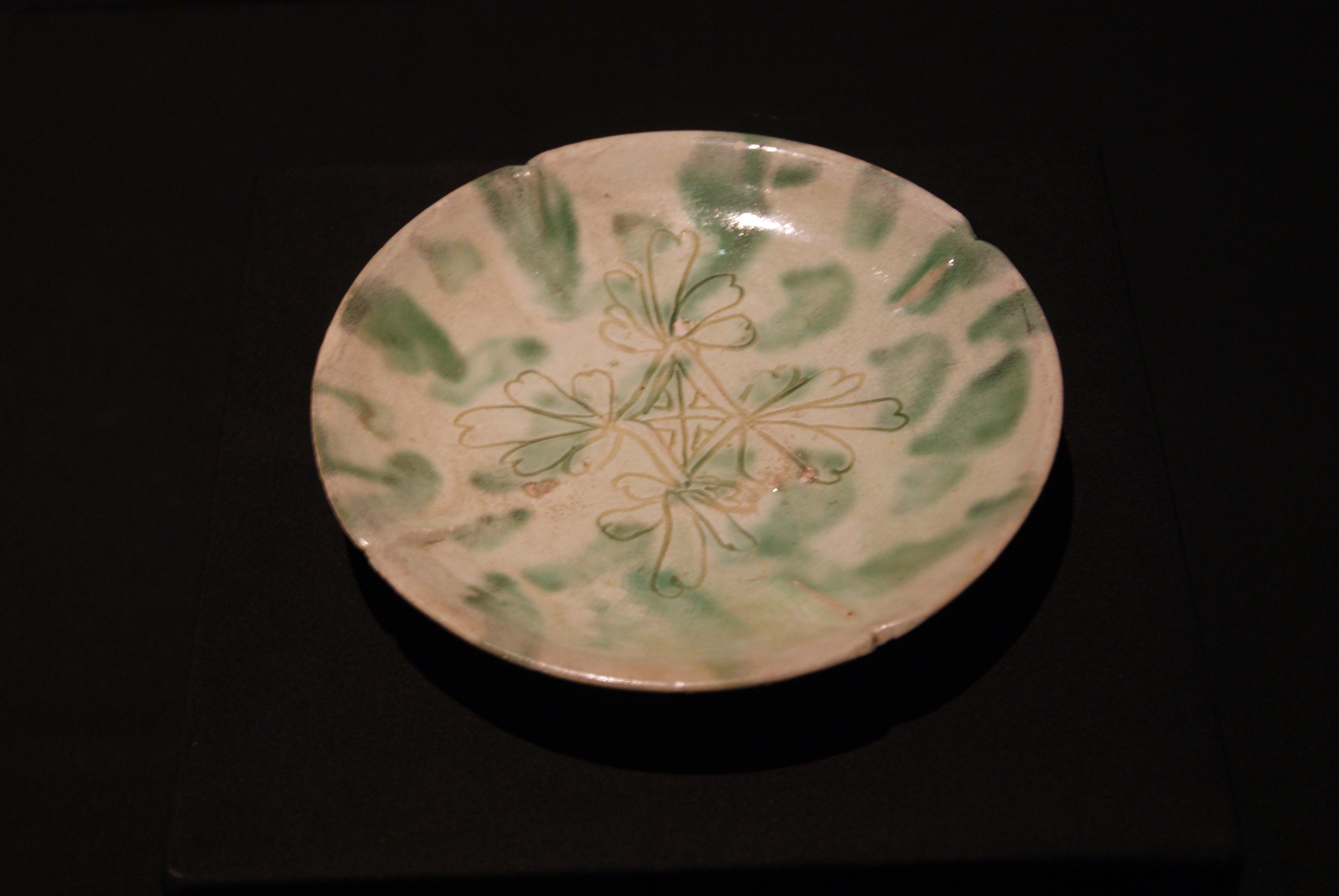
Naufragio de Belitung, Dinastía Tang 825 d.C.
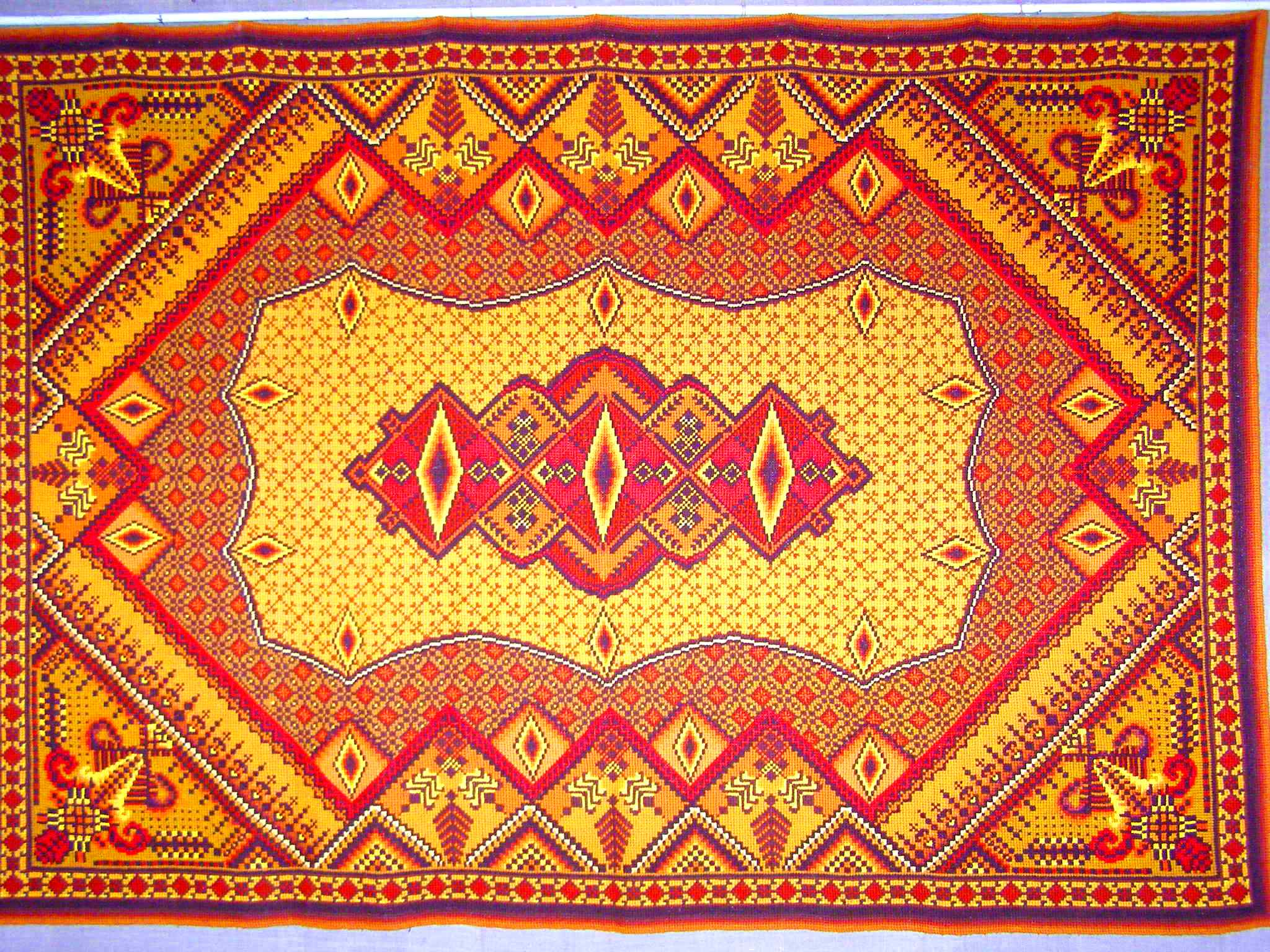
Patrón de campos arados de Ucrania Occidental
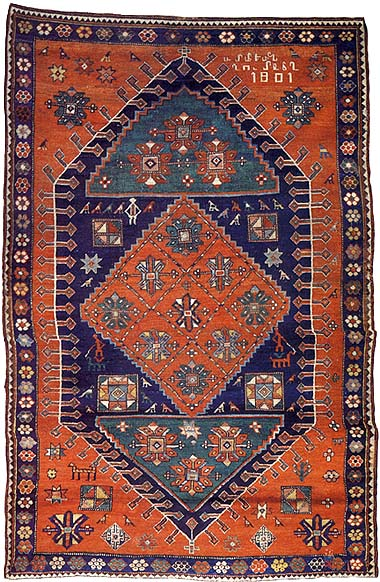
Tapiz armenio
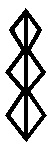
Posible calendario lunar rongo-rongo
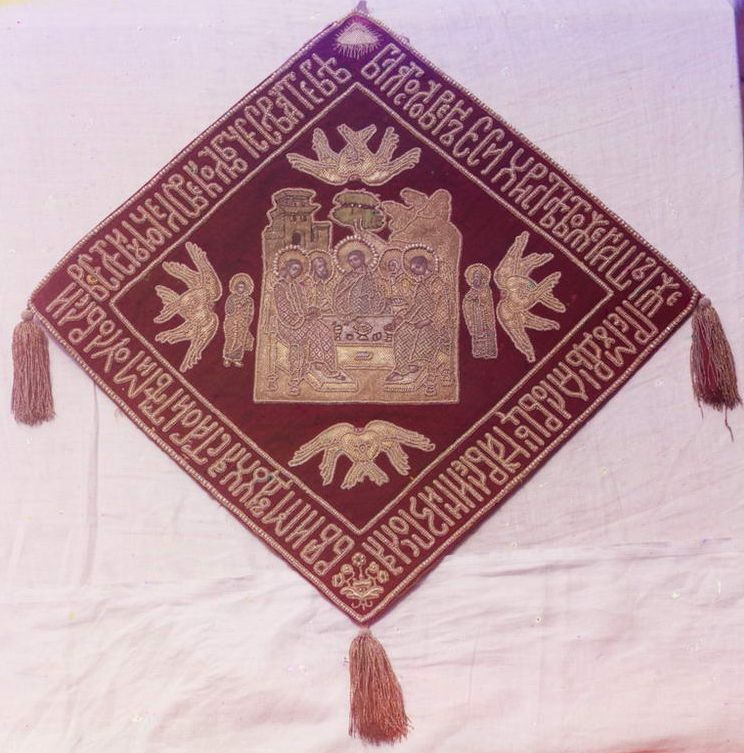
Epigonation cristiana oriental
Elementos Clásicos griegos
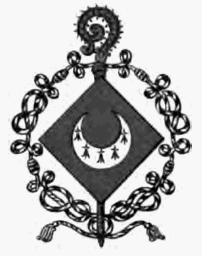
En heráldica, los losange se reservaban para las mujeres
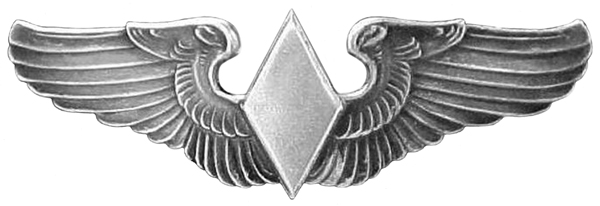
Placa de Pilotos del Servicio de la Fuerza Aérea de los Estados Unidos
Escarapela de las Fuerzas Aereas filipinas
Bandera nacional de Bielorrusia con un patrón de campo arado
El uso de escudos de armas con forma de losange se reservaba para las mujeres
Naipe de diamantes
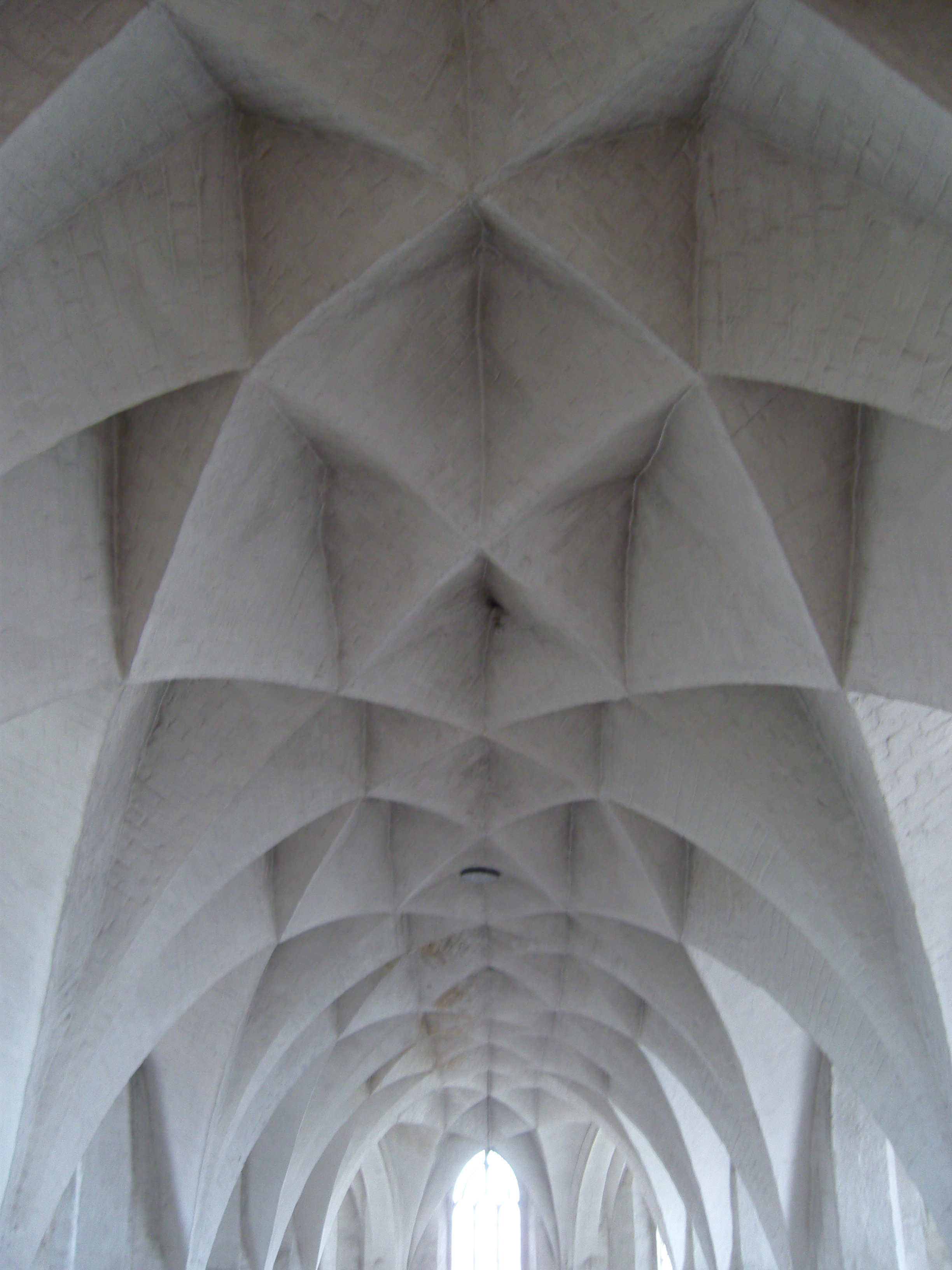
Bóveda de diamante de arquitectura alemana
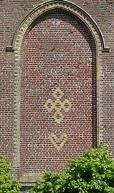
Imitaciones de runas (cruz de cinco losanges y un corazón) en el aguilón de la iglesia Ledringhem